# Thomas von Přelouč
Thomas von Přelouč (auch Thomas von Przelautsch; tschechisch Tůma Přeloučský, auch Tomáš Přeloučský; lateinisch Thomas Praelaucius; * um 1435 in Přelouč, Chrudimer Kreis; † 23. Februar 1518 in Přerov) war einer der ersten Priester der Unität der Böhmischen Brüder und von 1500 bis zu seinem Tod 1518 deren Bischof.

## Leben
Thomas von Přelouč erlernte das Schneiderhandwerk. Er war ein Anhänger der Böhmischen Brüder und wurde am 26. März 1467 auf der Brüdersynode in Lhotka bei Reichenau in einem Losverfahren zusammen mit dem Bauernsohn Matthias von Kunwald und dem Müller Elias von Křenowitz († 1503) zum Priester der Brüdergemeinde gewählt. Da auf der Synode u. a. beschlossen wurde, dass die drei Gewählten auch die Priesterweihe erhalten sollten, sandte die Brüderunität drei bereits ordinierte Priester, von denen namentlich nur Michael von Žamberk bekannt ist, zu dem in Österreich verborgenen Waldenser-Bischof Stephanus. Er weihte diese drei Priester zu Bischöfen. Anschließend kehrten sie wieder nach Kunwald zurück.
Noch im selben Jahr weihte Bischof Michael von Žamberk auf einer weiteren Synode die auf der Märzsynode gewählten drei Männer Thomas von Přelouč, Elias von Křenowitz und Matthias von Kunwald zu Priestern und Matthias von Kunwald zusätzlich zum Bischof. 
Thomas von Přelouč stand auf Seiten des fortschrittlichen Bruders Lukas von Prag. Ab 1494 gehörte er dem „Engen Rat“ an, zugleich bekleidete er das Amt des Seniors der Brüderunität, das Matthias von Kunwald aufgegeben hatte. Nach dessen Tod im Jahre 1500 folgte ihm Thomas von Přelouč als einer von vier Bischöfen nach. Sein Amtssitz war im mährischen Prerau.
Thomas von Přelouč galt als gebildet und verfügte über gute Lateinkenntnisse. Erst 1947 erschien im Prager Melantrich-Verlag seine Schrift Spis o původu Jednoty bratské a o chudých lidech.